# Стрижи (подотряд)
Стрижи́ (лат. Apodes) — подотряд птиц отряда стрижеобразных. Известно 117 видов (количество может оцениваться по-разному, в зависимости от принципов систематизации).
Включает два семейства: хохлатые стрижи (Hemiprocnidae) — 4 вида, обитающие в тропической Азии, и стрижиные (Apodidae) — 110 видов, распространённые повсеместно, кроме полярных областей.
Самый распространённый представитель подотряда, встречающийся в Российской Федерации, — чёрный стриж (Apus apus).
Среди стрижей есть перелётные виды, и есть оседлые, живущие в субтропиках и тропиках.
Гнездятся в высоких строениях, расщелинах скал, в дуплах и пещерах. В кладке 2 белых яйца. В насиживании принимают участие оба родителя. В ненастье, когда число летающих насекомых уменьшается и родители не в состоянии прокормить потомство, птенцы впадают в так называемое «оцепенение» — температура их тела понижается до 20 градусов Цельсия. В таком состоянии они могут пробыть до 10 дней, таким образом перенося неблагоприятные условия. Тем временем родители покидают гнёзда, улетая в более кормные места. Стрижи питаются насекомыми, которых ловят на лету. Поэтому и питание, и образ жизни этих птиц тесно связан с погодными условиями.
Внешне похожи на ласточек (сходство, согласно теории эволюции, — результат конвергенции, а не филогенетического родства). Клюв короткий, разрез рта большой. Самцы и самки окрашены сходно в тёмные тона, иногда с металлическим блеском. Способны к очень быстрому полёту (у некоторых видов — до 120 км/ч и даже выше). Температура тела не столь постоянна, как у большинства птиц, и при резком похолодании стрижи впадают в анабиоз — оцепенение. Некоторые виды строят гнёзда из затвердевающей на воздухе слюны — «ласточкины гнёзда», которые человек может употреблять в пищу.
Крылья длинные, острые; хвост чаще относительно короткий; у некоторых стрижей кончики стержней рулевых перьев выступают как колючки, служащие опорой при лазании в дупле. Относительно тела ноги очень короткие (поэтому находиться на земле им категорически нельзя, так как при попытке взлететь длинные крылья птицы будут ударяться о поверхность, на которой находится стриж), обычно все 4 пальца обращены вперёд (по земле они двигаться не могут[уточнить]; способны пить во время полёта). Возможно, именно поэтому стрижи предпочитают больше времени находиться в воздухе и, как утверждают немецкие учёные в научных изданиях Nature и Bild der Wissenschaft, способны летать без посадки в течение более полугода, преодолевая расстояние в 2000 километров из Европы в Западную Африку без посадки.